# Cyligramma fluctuosa
Cyligramma fluctuosa is een vlinder uit de familie spinneruilen (Erebidae). De wetenschappelijke naam is voor het eerst geldig gepubliceerd in 1773 door Drury.
De soort komt voor in tropisch Afrika.